# 金毘羅義方
金毘羅 義方（こんぴら よしかた、生没年不詳）は、鎌倉時代後期の悪党。通称は次郎。

## 経歴・人物
高野山領紀伊国名手荘を本拠とした悪党。正応4年（1291年）頃、高野山領荒川荘の悪党蜂起に呼応し、名手荘で放火、殺人、刈田狼藉や路次押取などの悪党行為を働き「国中無双の大悪党」と呼ばれた。